# نايجل ديفيس
نايجل ديفيس (بالإنجليزية: Nigel Davis)‏ هو قاضي بريطاني، ولد في 10 مارس 1951.